# Jere Uronen
Jere Juhani Uronen (Turku, 13 luglio 1994) è un calciatore finlandese, difensore dell'AIK e della nazionale finlandese.

## Carriera

### Club
Cresciuto nelle giovanili del TPS, dopo una stagione in prestito all'Åbo IFK Uronen ha debuttato nella prima squadra del TPS il 12 giugno 2011 all'età di 16 anni, in una partita contro l'FC Haka. Il 31 luglio segna il suo primo gol, nella sconfitta casalinga per 2-4 contro l'FC Honka. Nella sua stagione d'esordio ha totalizzato 18 presenze in campionato e un gol. A fine anno ha sottoscritto un rinnovo triennale.
Le sue prestazioni hanno attirato l'interesse dei campioni di Svezia in carica dell'Helsingborgs IF, che lo hanno acquistato il 2 gennaio 2012 con un contratto di quattro anni e mezzo. Il debutto nel campionato svedese è avvenuto il 2 aprile 2012 in occasione della prima giornata dell'Allsvenskan 2012. Quell'anno ha collezionato 17 presenze in campionato di cui 15 da titolare, ma è sceso in campo anche in 5 partite delle qualificazioni alla UEFA Champions League 2012-2013 e in altrettante gare della fase a gironi della UEFA Europa League 2012-2013. Un infortunio al ginocchio occorsogli all'inizio della stagione 2013 lo ha costretto a saltare gran parte di quell'annata. Nel 2014, tornato a pieno regime, Uronen ha avuto un impatto significativo, diventando titolare come terzino sinistro e disputando 24 partite di campionato, di cui 23 da titolare. Nonostante una stagione difficile per la squadra, che ha lottato per evitare la retrocessione, Uronen ha continuato a brillare come elemento chiave nella difesa. Nel 2015, ha giocato 26 partite di campionato e ha realizzato tre gol.
Nel gennaio 2016 Uronen è stato acquistato dal Genk, squadra belga della Pro League, firmando un contratto di due anni e mezzo. Ha debuttato il 13 marzo 2016 contro l'Oostende, mentre il 20 aprile seguente ha segnato il suo primo gol in Belgio contro il Club Brugge. Le sue prestazioni hanno consolidato il suo posto come terzino sinistro titolare. Nel 2016–2017 Uronen ha continuato a giocare come titolare e ha contribuito al cammino del Genk in Europa League, con la squadra che ha vinto il proprio girone, superando club come l'Athletic Bilbao, il Rapid Vienna e il Sassuolo. La squadra è arrivata fino ai quarti di finale, dove è stata eliminata dal Celta Vigo. Durante questa stagione, Uronen ha giocato 26 partite in campionato, segnando un gol, e ha preso parte a 13 incontri di Europa League. Le stagioni successive hanno visto Uronen continuare a giocare un ruolo di rilievo per il Genk. Nella stagione 2017-2018, nonostante alcuni infortuni, ha disputato 23 partite di campionato, mentre il club ha chiuso il campionato al quinto posto e ha raggiunto la finale della Coppa del Belgio, persa contro lo Standard Liegi. Nel 2018-2019 ha rinnovato il contratto per tre anni, giocando 31 partite di campionato e contribuendo alla vittoria del quarto titolo nazionale del Genk. Ha inoltre partecipato alla Europa League, venendo eliminato ai sedicesimi di finale. Nella stagione 2019-2020 ha vinto la Supercoppa del Belgio e giocato 17 partite di campionato, in un'annata segnata da infortuni e dal licenziamento dell'allenatore Felice Mazzu. Il Genk ha concluso quel campionato settimo posto, e Uronen ha disputato tre partite della Champions League che ha visto i belgi uscire alla fase a gironi.
Il 20 luglio 2021 è stato annunciato il suo passaggio al Brest, militante nella Ligue 1 francese. Ha debuttato il 7 agosto 2021, giocando tutti i 90 minuti in una partita contro il Olympique Lione. Uronen si impone come titolare, ma il suo inizio di stagione è disturbato da un infortunio alla caviglia. In un campionato e mezzo ha collezionato 21 presenze.
Il 7 gennaio 2023 viene ceduto in prestito allo Schalke 04, con cui esordisce 14 giorni dopo nella sconfitta per 3-0 in casa dell'Eintracht Francoforte. Con il club della Ruhr ha giocato 11 delle 19 possibili partite di campionato.
Il 2 agosto 2023 Uronen si è unito al Charlotte FC, franchigia della MLS che ha acquistato il suo cartellino. Nella rimanente parte di regular season, terminata ad ottobre, Uronen ha collezionato 9 presenze più una successiva gara di play-off, mentre durante la Major League Soccer 2024 ha accumulato 26 presenze.
In vista della stagione 2025 è tornato a giocare in Svezia con l'acquisto da parte dell'AIK.

### Nazionale
È stato scelto per rappresentare la Finlandia Under-21 in un match di qualificazione contro la Slovenia l'8 agosto 2011, alla giovane età di 17 anni.
Il 26 maggio 2012 ha debuttato nella nazionale maggiore, giocando l'intera partita, vinta poi 3-2 contro la Turchia, diventando così il terzo giocatore più giovane nella storia della nazionale finlandese.

## Palmarès

### Club

#### Competizioni nazionali
- Supercoppa di Svezia: 1

Helsingborg: 2012
- Campionato belga: 1

Genk: 2018-2019
- Supercoppa del Belgio: 1

Genk: 2019
- Coppa del Belgio: 1

Genk: 2020-2021